# Vergleichbarkeitssatz
In der elementaren Mengenlehre gibt es zwei wichtige Vergleichbarkeitssätze:
1. Für beliebige Mengen {\displaystyle M}, {\displaystyle N} gilt stets: {\displaystyle |M|\leq |N|} oder {\displaystyle |N|\leq |M|}. wobei {\displaystyle |M|\leq |N|} eine Kurzschreibweise für die Aussage, es gibt eine injektive Abbildung von {\displaystyle M} nach {\displaystyle N}, ist.
 (Anmerkung: gelten beide Beziehungen, so sind die Mengen nach dem Cantor-Bernstein-Schröder-Theorem gleichmächtig.)
2. Wann immer {\displaystyle (A,<)} und {\displaystyle (B,<)} Wohlordnungen sind, ist eine dieser Wohlordnungen zu einem Anfangsabschnitt der anderen isomorph.

## Beweisskizze des Satzes für wohlgeordnete Mengen
Für beliebige Wohlordnungen {\displaystyle (A,<)} und {\displaystyle (B,<)} definieren wir eine Relation {\displaystyle R_{A,B}\subseteq A\times B} so: 
{\displaystyle R_{A,B}:={\bigg \{}(a,b)\in A\times B:\{x\in A:x<a\}\simeq \{y\in B:y<b\}{\bigg \}}}
Man kann leicht zeigen, dass {\displaystyle R_{A,B}} eine partielle injektive Funktion ist (rechtseindeutig und linkseindeutig), dass Definitionsbereich und Wertebereich Anfangsabschnitte von {\displaystyle A} bzw. {\displaystyle B} sind und dass diese Funktion streng monoton ist. 
Die Annahme, dass sowohl Definitions- und Wertebereich echte Anfangsabschnitte von {\displaystyle A} bzw. {\displaystyle B} sind, führt auf einen Widerspruch; denn dann müsste es {\displaystyle a_{0}\in A} und {\displaystyle b_{0}\in B} geben, sodass {\displaystyle R_{A,B}} eine Ordnungsisomorphie von   {\displaystyle \{x\in A:x<a_{0}\}} nach {\displaystyle \{y\in B:y<b_{0}\}} wäre, also wäre nach Definition auch {\displaystyle (a_{0},b_{0})} in {\displaystyle R_{A,B}}.  
Daher ist entweder der Definitions- oder der Wertebereich von {\displaystyle R_{A,B}} ganz {\displaystyle A} bzw. ganz {\displaystyle B}. Damit ist dann {\displaystyle R_{A,B}} entweder eine Isomorphie zwischen {\displaystyle A} und einem Anfangsabschnitt von {\displaystyle B}, oder zwischen einem Anfangsabschnitt von {\displaystyle A} und {\displaystyle B}.

## Beweisskizze des Satzes für beliebige  Mengen
Seien {\displaystyle M} und {\displaystyle N} beliebige Mengen. Nach dem Wohlordnungssatz gibt es auf {\displaystyle M} und {\displaystyle N} Wohlordnungen {\displaystyle (M,<)} und {\displaystyle (N,<)}. Nach dem Vergleichbarkeitssatz für Wohlordnungen existiert ein Isomorphismus {\displaystyle f}  zwischen der einen Wohlordnung und einem Anfangsabschnitt der anderen. Diese Abbildung ist nun eine injektive Funktion von der einen in die andere Menge. 

## Die Notwendigkeit des Auswahlaxioms
Der Vergleichbarkeitssatz für wohlgeordnete Mengen kann ohne Verwendung des Auswahlaxioms bewiesen werden.  
Aus dem Vergleichbarkeitssatz für beliebige Mengen folgt hingegen der Wohlordnungssatz, somit auch das Auswahlaxiom: Zu jeder Menge {\displaystyle M} kann man nämlich nach dem Satz von Hartogs eine Ordinalzahl {\displaystyle \alpha } finden, die nicht in {\displaystyle M} injektiv eingebettet werden kann. Nach dem Vergleichbarkeitssatz muss es eine injektive Abbildung von {\displaystyle M} nach {\displaystyle \alpha } geben; so eine Abbildung induziert eine Wohlordnung auf {\displaystyle M}. 
Der Vergleichbarkeitssatz für beliebige Mengen ist also (über der Theorie ZF) zum Auswahlaxiom äquivalent. 

## Geschichte
Der Satz wurde lange Zeit von Georg Cantor vermutet, konnte aber erst 1904 durch Ernst Zermelo bewiesen werden.  